# مردخاي بنتوف
مردخاي بنتوف ((بالعبرية: מרדכי בנטוב‏)، ولد مردخاي گوتگلد؛ 28 مارس 1900 – 18 يناير 1985) كان صحفي وسياسي إسرائيلي وأحد الموقعين على وثيقة إعلان قيام دولة إسرائيل. ولد بنتوف في گرودزيك مازوفييتسكي (حينئذ جزء من الإمبراطورية الروسية، اليوم في بولندا). درس القانون لمدة عامين في جامعة وارسو وكان من بين الأعضاء المؤسسين وقادة هاشومير هاتسعير في بولندا. هاجر إلى فلسطين إبان فترة الانتداب عام 1920، واستمر بدراسة الحقوق في القدس.